# Gardenia vitiensis
Espèce
Statut de conservation UICN

 CR D : 
En danger critique
Gardenia vitiensis est une espèce de plantes de la famille des Rubiaceae.

## Publication originale
- Bonplandia 9: 256. 1861.